# Benin International
Die Benin International sind im Badminton offene internationale Meisterschaften von Benin. Sie wurden erstmals 2017 ausgetragen.

## Turniergewinner
| Saison | Herreneinzel        | Dameneinzel                    | Herrendoppel                                | Damendoppel                                   | Mixed                                 |
| ------ | ------------------- | ------------------------------ | ------------------------------------------- | --------------------------------------------- | ------------------------------------- |
| 2016   | abgesagt            | abgesagt                       | abgesagt                                    | abgesagt                                      | abgesagt                              |
| 2017   | Sahil Sipani        | Dorcas Ajoke Adesokan          | Joseph Abah Eneojo Ibrahim Adamu            | Dorcas Ajoke Adesokan Tosin Damilola Atolagbe | Joseph Abah Eneojo Peace Orji         |
| 2018   | Maxime Moreels      | Pascaline Ludoskine Yeno Vitou | Gbenoukpo Sebastiano Degbe Tobiloba Oyewole | Xena Arisa Adjele Joeline Degbey              | Tobiloba Oyewole Xena Arisa           |
| 2019   | Niluka Karunaratne  | Thet Htar Thuzar               | Anuoluwapo Juwon Opeyori Godwin Olofua      | Daniela Macías Dánica Nishimura               | Howard Shu Paula Obanana              |
| 2020   | abgesagt            | abgesagt                       | abgesagt                                    | abgesagt                                      | abgesagt                              |
| 2021   | Aman Farogh Sanjay  | Johanita Scholtz               | Gideon Babalola Habeeb Temitope Bello       | Demi Botha Deidre Laurens Jordaan             | Jarred Elliott Deidre Laurens Jordaan |
| 2022   | Ong Zhen Yi         | Loh Zhi Wei                    | Christian Bernardo Alvin Morada             | Alyssa Leonardo Thea Marie Pomar              | Alvin Morada Alyssa Leonardo          |
| 2023   | Adham Hatem Elgamal | Johanita Scholtz               | Ogunsanwo David Oluwasegun Godwin Olofua    | Husina Kobugabe Gladys Mbabazi                | Adham Hatem Elgamal Doha Hany         |
| 2024   | nicht ausgetragen   | nicht ausgetragen              | nicht ausgetragen                           | nicht ausgetragen                             | nicht ausgetragen                     |